# 聖母へのキリストの顕現
『聖母へのキリストの顕現』（せいぼへのキリストのけんげん、伊: Apparizione di Cristo alla Madonna）は、イタリアのルネサンス期の巨匠フィリッピーノ・リッピによる絵画で、1493年ごろに制作された。現在は、ドイツのミュンヘンにあるアルテ・ピナコテークに収蔵されている。
作品は、リッピがローマのカラファ礼拝堂の作品を仕上げ、フィレンツェに戻った後の時代に制作された。おそらく、プラートのサン・フランチェスコ・アル・パルコ教会に所蔵されていて、ルネサンス美術史家ジョルジョ・ヴァザーリによって言及された板絵と同一作である。19世紀に、バィエルンのルートヴィヒ1世が本作を取得し、後に他の王室コレクションの作品とともにアルテ・ピナコテークに入った。

## 概要
絵画は、雲の中の金色の円環にいる神の下にひざまずいている聖母マリアを描いている。神の左右には、受胎告知の天使と聖母マリアが描かれている。珍しい図像は、おそらく依頼人の要求に忠実なものであり、依頼人は左側の丘にある修道院によっても特定化される。
当時フィレンツェで人気だったジロラモ・サヴォナローラの説教に従って、聖母マリアは年老いており、劇的な表情をしている。マリアの大きな姿は、おそらくマリアが絵画の置かれていた元の場所で受けていた特定の崇拝に関連している。
背景の風景は空気遠近法を使用して描かれており、父親のフィリッポ・リッピを含む、フィリッピーノ以前のイタリア人画家を通した初期フランドル派の影響が見て取れる。岩層によって縁取られた川の景色（おそらくフィレンツェ近くのビゼンツィオ）に、数人の僧侶などの小さな人物が描かれている。遠くには霧覆われた町があり、サンタ・マリア・デル・フィオーレ大聖堂に似た大きなドームが存在するため、おそらくフィレンツェであろう。
板絵には、天使と六人の聖人による「支えられるキリスト」の裾絵 (プレデッラ) がある。

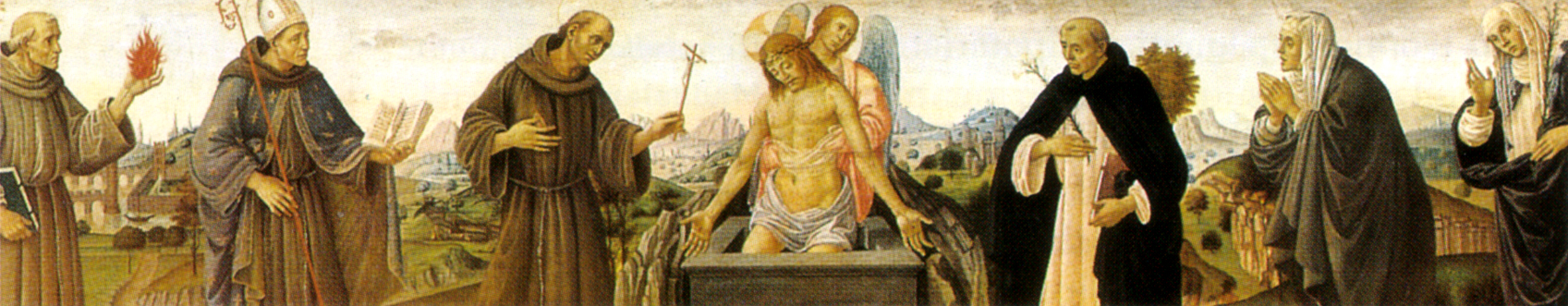
プレデッラ